# Brachylinga laculata
Brachylinga laculata är en tvåvingeart som beskrevs av Webb 2006. Brachylinga laculata ingår i släktet Brachylinga och familjen stilettflugor. Inga underarter finns listade.